# Língua nama
O nama (oficialmente chamado khoekhoegowab nos países onde existe), conhecido também como hotentote, é a mais disseminada dentre as línguas coissãs, sendo falada na Namíbia, no Botsuana e na África do Sul por cerca de 250 mil pessoas.
Os falantes do nama, conhecidos em português como namas ou hotentotes, são chamados localmente de khoekhoen, palavra que vem do nama khoe ("pessoa"), reduplicada e marcada pelo -n do plural; outros nomes usados são namaqua e damara.
O primeiro registo escrito do nama data do século XVII e deve-se a Georg Friedrich Wreede. O primeiro livro em nama foi um catecismo de Lutero publicado em 1855 pelo missionário protestante Franz Heinrich Kleinschmidt em Scheppmansdorf (hoje: Roibank) na Namíbia.

## Classificação
O nama é uma língua cói, pertinente ao hipotético filo das línguas coissãs, ramo norte, sub ramo cóicói, junto com a extinta língua eini.

### Outros nomes
Naman, mamakwa, mamaqua, dama, damara, damaqua, maqua, tama, tamma, tamakwa, khoekhoe berdama, bergdamara, kakuya bushman nasie, rooi nasie, "hottentot", "klipkaffer", "klipkaffern", "khoekhoegowap", khoi, "khoekhoegowab"

### Dialetos
- Damara (inintelegivel aos demais)
- Sesfontein damara
- Namidama
- Damara central
- Nama (padrão)
- Gimsbok nama (só África do Sul)
- Hai//om

## Geografia

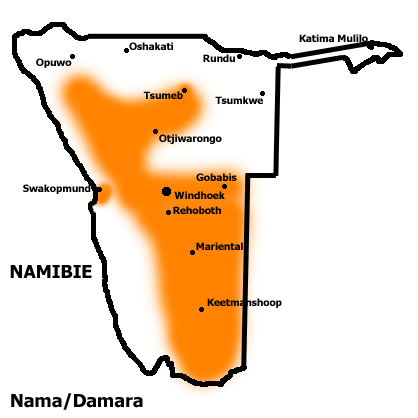
Difusão da língua nama na Namíbia

Seus falantes são dos povos namaqua, damara e hai//om, chamados antigamente de hotentotes, pastores de gado.
A língua nama tem 250 000 falantes na Namíbia, na África do Sul e no Botsuana. É uma das línguas nacionais da Namíbia e há programas de rádio em nama nesse país e na África do Sul.
Na Namíbia são 176 mil falantes, sendo 70 000 da etnia nama, 105 000 damara, vivendo ao centro sul do rio Orange e no grande namaland. Já há gramática, dicionário e Bíblia em nama. O idioma é ensinado nas escolas, e nas universidades até ao nível de doutorado. É também usado na administração.
80% dos falantes nama de Botsuana são letrados em tswana como segunda língua e 10% em inglês. Nesse país são somente 1500 (2002) falantes de nama no distrito de Kgalagadi, Tsabong, Makopong, Omaweneno, vilas Tshane, distrito Ghanzi, vilas ao longo da estrada Ghanzi-Mamuno;
Na África do Sul são 56 000 falantes (1989 UBS).

## Sons
O alfabeto nama é o latino sem C, Q, Y, Z – Com GY, KH, TS; só para palavras de origem estrangeiras se usam as letras F, J, L, V;
Houve várias tentativas de se definir uma ortografia para nama, com conflitos em especial no que se referia aos cliques. No dicionário khoekhoegowab (Haacke 2000) a versão padrão foi definida para o idioma. A estrutura das sentenças é SOV.

### Vogais
São cinco as vogais, que podem ser orais /i e a o u/ e nasais /ĩ ã ũ/, as quais podem ainda ser longas ou curtas, havendo também várias sequência de ditongos orais [əi ae əu ao ui oa oe] e nasais [ə͠ı ə͠u u͠ı o͠a]. O ([ə] é foneticamente um /a/.

### Tons
O nama apresenta três tons, /á, ā, à/, que podem ocorrer nas vogais e nas consoantes nasais “stop”. O tom medial não é indicado graficamente.

### Consoantes
O nama possui 31 consoantes, sendo 20 com cliques e apenas 11 simples, sem cliques.

#### Sem cliques
|             | Bilabial | Alveolar | Velar | Glotal |
| tipo “stop” | p ~ β    | t ~ ɾ    | k kʰ  | ʔ      |
| africativa  |          | ʦ        |       |        |
| fricativa   |          | s        | x     | h      |
| nasal       | m        | n        |       |        |

Entre vogais, /p/ é pronunciada β e /t/ é pronunciada ɾ.

#### com cliques
| acompanhamento                   | cliques africativos | cliques africativos | cliques agudos      | cliques agudos | ortografia padronizada ("ǃ") |
| acompanhamento                   | clique dental       | alveolar lateral    | clique pós-alveolar | clique palatal | ortografia padronizada ("ǃ") |
| -------------------------------- | ------------------- | ------------------- | ------------------- | -------------- | ---------------------------- |
| consoante tênue                  | kǀ                  | kǁ                  | kǃ                  | kǂ             | <ǃg>                         |
| aspirada                         | kǀˣ                 | kǁˣ                 | kǃˣ                 | kǂˣ            | <ǃkh>                        |
| nasal                            | ŋǀ                  | ŋǁ                  | ŋǃ                  | ŋǂ             | <ǃn>                         |
| nasal "muda" aspiração retardada | ŋ̊ǀʰ                 | ŋ̊ǁʰ                 | ŋ̊ǃʰ                 | ŋ̊ǂʰ            | <ǃh>                         |
| Tênue com oclusiva glotal        | kǀʔ                 | kǁʔ                 | kǃʔ                 | kǂʔ            | <ǃ>                          |

As consoantes cliques são duplamente articuladas. Cada um dos cliques se forma por uma das quatro articulações primárias ou “influxos” e uma das cinco articulações secundárias ou “efluxos”, o que resulta em vinte fonemas.
Os cliques aspirados são muitas vezes pronunciados com consoantes africativas. Assim, /kǃˣ/pode ser pronunciada como algo entre [kǃʰ] e [kǃx].
A acompanhamento nasal quase mudo é difícil de ser escutado quando não estiver entre vogais. O estrangeiro o entende como algum som mais longo, mais rascante do que um simples acompanhamento nasal.

## Amostras de textos[9]

### Texto 1
Xam-i ke ʼa ǀúrún hòán tì kàóʼao káísep ʼa ǀaísa, ǀóm ǁxáí, xápú kxáó, tsií ǃháése ra ǃxóés ǃʼáróma.
Tsií maátsekám ǁóakas hòásàp ke ǂxam xam-à ǃárop ǃnaa ǂʼoá tsií ǁʼiip tì ǀaísìpà síí kèrè ǀnoóku náú ǀúrún ǀxáa. Tsií maá tsèes hòásàp ke ǁʼiipà kèrè ʼóa-ǀxií tànʼaose. Tsií nee ǂhòas ke ǀúrún ǃhúùp hòárákap ǃnaa kè ǁnàúhè tsií ǂʼánhè ʼií xam-i ʼa ǀúrún tì kàóʼao ǃxáisà. Tsií maá tsèes hííʼap kèrè ʼóa-ǀxií tàn tsiís kxáóǃáa ʼoos ke ǁʼiip tì ǁuusà kèrè koápi "tíí ʼóátse! ǀóm ǃnórótse! xápú kxáótse! ǀóm ǁxáítse! ʼáore kxòetse!" tí.
Xapes ke ǀúí tsekám ǁóaka kxàí-máá tsiíp ke ǂxam xam-à kàrósn ʼoo ǃxóóǀxáapi "ǀóm ǁxáítseǃ ǀóm ǃnórótse! xam ǁ’oatseǃ xápú kxáótseǃ" tí, !xóóǀxáapi tóá tsií kè míí "amʼaseta ke ra ǂóm saáts maá ǀúrún hòán xaa ʼa ǀaísa ǃxáisà. Maá tsèes hòásàts ke saátsà ǂʼoá ǃárop ǃnaa tsií ʼóa-ǀxií tsií ra ǁaute ʼamʼasets saátsà ʼa ǀúrún tì kàó’ao ǃxáisà. Xape, tíí ʼóátseǃ ǀúí tsèets ke nìí ǂʼoá ǃárop ǃnaa. Tsií ǂʼoá tsiíts ǃárop ǃnaa ra ǃuumaa hííʼats ke ǂxarí xuuróp ǂhanúse ra ǃúu ǃxoótì ǃnaa ǂnùa tànásepà nìí mùu. Tsií, tíí ʼóátseǃ ǀóm ǁxáítseǃ ǀóm ǃnórótseǃ xápú kxáótseǃ ǁnaá ǂxarí xuuróp ǀxáats kàrà ǀhaóʼú tsèes ǁnaás ʼáís ke sóresà nìí ǂaa ʼóa-ǀxií tamats hàa hííʼa. ǁnaá xuuróp tì ǀʼòns ke "kxòep" tí ra ǂaíhè.

#### Tradução
O leão é o rei de todos os animais porque ele é muito forte, tem o peito largo, delgado de abdome e corre rápido
A cada manhã, o jovem leão deveria ir para a floresta e comparar sua força com as demais bestas. E a cada dia ele deveria retornar vencedor. Essas notícias foram ouvidas e conhecidas por todo mundo animal: que o leão era o rei dos animais. A cada dia ele deveria retornar vitorioso e sua mãe deveria admirá-lo: Filho meu, pescoço largo, abdome estreito, forte de peito! Macho 
Mas, numa manhã, percebendo que o jovem leão estava se alongando, ela o elogiou: " pescoço largo, forte de peito, leão armado, cintura fina" terminou de elogia-lo e disse:"Eu realmente acredito que você seja a mais forte das criaturas. A cada dia você sai para a floresta e volta, me mostra que você é o verdadeiro rei dos animais. Mass, meu filho um dia você irá à floresta. E enquanto você estiver caminhando pela floresta , você vai ver uma pequena coisa que caminha em pé, com sua cabeça sobre os ombros,. E, meu filho pescoço largo, forte de peito, cintura fina! No dia em que você encontrar essa coisa pequena, nesse dia o sol vai se por e você não terá retornado. O nome dessa pequena coisa é ‘Homem’”.

### Texto 2
ǂKam ǃũi-aob gye ǁẽib di gūna ǃhomi ǃna gye ǃũi hã i. ǀGui tsēb gye ǃgare-ǀuiï di ǃkhareï ei heiï di somi ǃna gye ǂnõa i, tsĩb gye ǁom tsĩ sĩgurase gye ǃgan-tana, tanaba ra ǃhororose. Ob gye ǁẽib ǁgūse gyere ǃũ beiraba ǃũi-aob ta ǃkamsa ǁgoa bi, ti gye ǂẽi. ǁNatib gye ǂnirase gye ǂhomisen, tsĩb gye ǁhei-ǂnu ei bi nĩse ǃgũṅ tsĩ ǀnĩ dā-ǃharoroti gose gye ǂgai-ǃoa-ǃoasen, tsĩb gye ǃũi-aob ei ǁhei-ǂnũ tsĩ ǁkhōse gye ǃkhā bi.

Ob gye ǃũi-aoba ǁkhōse ǂkon ǂoms ãba xu ǂkei-ǂkeihe, tsĩ gye ǁgao tsĩb gye ǁeixa hãse uri-khài tsĩ beiraba gye ǃkhō, tsĩ ǁnāba gye ǀgūse mã i tsouï ǃna gye ǀnami-ǁna bi. Xawe ǁnāsan nĩ nou gūna mũ, timis ǀkan gye beiraba sau tsĩ tsoub ǃna gye uri-ǁgõa tsĩ ǀkhom-ǀkhomsase ǃgaregu ei gye ǂku. ǁNatib gye ǃũi-aoba ǃgawua-ǃna hãse ǀũn ãba ra tsuru-!ã gye ǂgei. "ǂKawa ǁeiba xu ǂgosen tama īs gye ǂkhõas tsĩ ǀam-ǂgōsens tsĩna ra ū-hā." 

#### Tradução
Um dia um pastor cuidava de sua ovelha num local de montanhas. Quando ele estava sentado numa pedra à sombra de uma árvore, sua cabeça pendeu para frente e ele adormeceu. Um carneiro que pastava por perto, vendo o pastor baixar sua cabeça, pensou que este estava ameaçando atacá-lo. Então, ele se preparou, recuou alguns passos e se lançou sobre pastor e atingiu-o severamente.
Assim, o pastor desperto rudemente pelo carneiro, levantou-se raivoso, pegou o carneiro e lançou num poço que havia próximo. Mas, quando os demais carneiros viram seu líder cair no poço, eles os seguiram e se fizeram em pedaços nas rochas. Então, o pastor, arrancando os cabelos gritou; “quanta tristeza e problemas trouxe eu com minha raiva exagerada.